# Achern

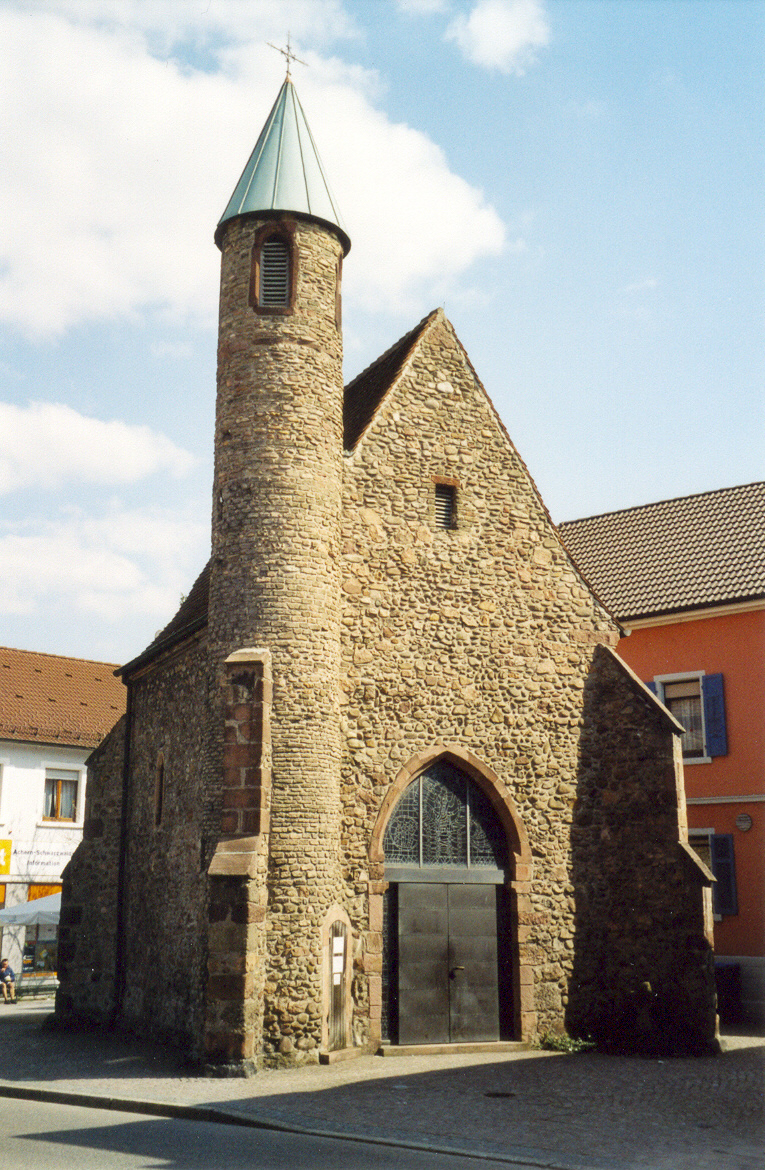
Capela Nikolaus

Achern, pronunțat /ˈa.xəʁn/ (v. AFI), este un oraș din landul Baden-Württemberg, Germania. Este situat la aproximativ 18 km sud-vest de Baden-Baden și la 19 km nord-est de Offenburg. Achern este al patrulea oraș ca mărime din districtul rural Ortenau (Ortenaukreis), după Offenburg, Lahr și Kehl.